# Limnonectes hascheanus
Limnonectes hascheanus är en groddjursart som först beskrevs av Ferdinand Stoliczka 1870.  Limnonectes hascheanus ingår i släktet Limnonectes och familjen Dicroglossidae. IUCN kategoriserar arten globalt som livskraftig. Inga underarter finns listade i Catalogue of Life.